# Thysanotus tenuis
Thysanotus tenuis är en sparrisväxtart som beskrevs av John Lindley. Thysanotus tenuis ingår i släktet Thysanotus och familjen sparrisväxter. Inga underarter finns listade i Catalogue of Life.